# Tommy Mörth
Tommy Mörth, född 16 juli 1959, är en svensk före detta ishockeyspelare. 
Hans moderklubb var Hässelby Sportklubb innan övergången i junioråldern till Djurgårdens IF där han ingick i A-laget mellan åren 1977 och 1988. Med Djurgården erövrade han ett SM-guld 1983. Han ingick i den ambitiösa satsningen som Percy Nilsson gjorde med Malmö Redhawks och var en av spelarna som förde Malmö till Elitserien säsongen 1990/1991. Dock lämnade Tommy Mörth Malmö inför denna säsong och återgick till spel i Stockholm och Järfälla HC. Hans sista elitsäsong blev 1992. 
Internationellt deltog Tommy Mörth vid de Olympiska vinterspelen 1984 där han och Tre Kronor erövrade bronsmedaljerna. Han deltog i VM i ishockey 1983 med en fjärdeplats som resultat.
Tommy Mörth arbetar numera som brandman.

## Meriter
- Junior 18 EM-guld 1977
- Junior 20 VM-brons 1979
- OS-brons 1984
- SM-guld 1983
- VM-fyra 1982, 1983
- EM-brons 1982, 1983
- Stora Grabbars Märke nummer 131

## Klubbar
- Djurgårdens IF 1977-1988 Elitserien
- Malmö IF 1988-1990 Division 1
- Järfälla HC 1990-1992 Division 1